# هايرايز
مهمة التصوير عالي الدقة العلمية (هايرايز) هي كاميرا على متن مركبة مارس ريكونيسانس أوربيتر (مركبة استطلاع المريخ). صُنعت الآلة التي تبلغ كتلتها 65 كيلوغرام (143 رطلاً)، والتي تبلغ قيمتها 40 مليون دولار أمريكي، تحت إشراف المختبر القمري والكوكبي التابع لجامعة أريزونا من قِبل شركة بول للتكنلوجيا والفضاء الجوي. تتكون هذا الكاميرا من تلسكوبٍ عاكسٍ بقطر 0.5 متر (19.7 بوصة)، وهو أكبر التلسكوبات التي أُطلقت إلى الفضاء العميق حجماً، إذ يتيح التقاط صور للمريخ بدقة 0.3 متر/بكسل (حوالي قدم واحدة)، ما يسمح بتمييز الأجسام الأصغر من مترٍ واحد.
قامت هايزايز بتصوير مسبارات المريخ الاستكشافية، بما في ذلك مسبار أبورتيونيتي، ومسبار كيوريوسيتي قيد التشغيل حالياً.

## نظرة تاريخية
في أواخر الثمانينيات من القرن الماضي، بدأ آلان ديلامير من شركة بول للتكنلوجيا والفضاء الجوي بالتخطيط للتصوير عالي الدقة اللازم لدعم مهمات استرجاع العينات واستكشاف سطح المريخ. في أوائل عام 2001، تعاون مع الفريد ماكوين من جامعة أريزونا لاقتراح إرفاق هذه الكاميرا بمركبة مارس ريكونيسانس أوربيتر (أم آر أوه)، وقد قبلت وكالة ناسا هذا الاقتراح رسمياً في 9 نوفمبر 2001.
حُمّلت شركة بول للفضاء الجوي مسؤولية بناء الكاميرا وقاموا بالفعل بتسليم هايرايز إلى ناسا في 6 ديسمبر 2004 لتركيبيها على متن المركبة الفضائية. جُهّزت الكاميرا للإطلاق على متن أم آر أوه في 12 أغسطس 2005، وسط هتافات فريق هايراز الذي كان حاضراً.
خلال رحلة أم آر أوه نحو المريخ، التقطت هايرايز عدة صورٍ اختبارية تضمنت القمر وعنقود صندوق الجواهر النجمي. ساعدت هذه الصور في معايرة الكاميرا وإعدادها لالتقاط صور للمريخ (التي كانت أولها في 24 مارس 2006) قبل دخول أم آر أوه في مرحلة الانكباح الجوي، إذ كانت الكاميرا مُطفأةً لمدة ستة أشهر. شُغلت الكاميرا بنجاح في 27 سبتمبر، والتقطت أول صورةٍ عالية الدقة للمريخ في 29 سبتمبر.
في 6 أكتوبر 2006، التقطت هايرايز الصورة الأولى لفوهة فيكتوريا، وهو موقعٌ قام مسبار أبورتيونيتي بدراسته. (انتهت مهمة أبورتيونيتي في 10 يونيو 2018).
في فبراير 2007، ظهرت علامات التدهور على سبع أجهزة كشف، إذ تدهورت قناة الأشعة تحت الحمراء بالكامل تقريباً، وظهرت على القناة الأخرى علامات تدهور متقدمة. بدا أنّ المشاكل تختفي عند استخدام درجات حرارة أعلى لالتقاط الصور بالكاميرا. اعتباراً من شهر مارس، بدا أنّ التدهور قد استقر، لكن السبب الأساسي للتدهور ظلّ مجهولاً. قدمت التجارب اللاحقة للنموذج الهندسي (إي أم) في شركة بول للفضاء الجوي أدلة قاطعة عن سبب: تلوث في المحولات التناظرية الرقمية (أيه دي سي) والذي ينتج عنه تقلّبٌ بالبتّات ما أدى للضوضاء الرقمية الظاهرة أو البيانات الصورية السيئة، بالإضافة لعيوب التصميم التي أدت إلى توصيل موجات تناظرية ضعيفة إلى محولات أيه دي سي. أظهر المزيد من العمل إمكانية عكس التدهور من خلال تسخين محولات إيه دي سي.
في 3 أكتوبر، 2007، وُجهت كاميرا هايرايز نحو الأرض، والتقطت صورةً لها وللقمر. في صورة ملونة كاملة الدقة، كان عرض الأرض 90 بكسل والقمر 24 بكسل من على بعد 142 مليون كيلومتر.
في 25 أيار، 2008، قامت هايرايز بتصوير مركبة فينيكس المريخية التابعة لناسا وهي تهبط بمظلاتها على سطح المريخ. كانت هذه هي المرة الأولى التي تقوم فيها مركبة فضائية بتصوير مرحلة الهبوط الأخيرة لمركبة فضائية أخرى على جُرمٍ كوكبي.
بحلول عام 2010، قامت هايرايز بتصوير 1% تقريباً من سطح المريخ، وبحلول عام 2016 وصلت التغطية لحوالي 2.%. صُممت الكاميرا لتصوير المناطق ذات المساحة الأصغر بدقة عالية – في حين تقوم أدوات أخرى بمسح مناطق أكبر بكثير للعثور على معالم سطحية مثل الفوهات النيزكية الحديثة.
في 1 أبريل 2010، أصدرت ناسا الصور الأولى في إطار برنامج هايويش الذي يقترح فيه عامة الناس أماكن تصوير كاميرا هايرايز. كانت إحدى المواقع الثمانية هي منطقة أوريام كايوس. 

## هدف المهمة
صُممت كاميرا هايرايز لتصوير معالم سطح المريخ بتفاصيلٍ أفضل مما كان ممكناً في السابق. وقد وفرت نظرةً قريبةً للفوهات النيزكية الحديثة على سطح المريخ، إذ كشفت عن صورٍ للمراوح الطميية، التي هي معالم لتدفق المواد اللزجة ومناطق تجمع للمواد المتآكلة التي تحتوي على صخور المدملكات الفتاتية. يسمح هذا بدراسة عمر المعالم المريخية، وبالبحث عن مواقع الهبوط للمركبات الفضائية المستقبلية، وبشكلٍ عام، رصد سطح المريخ بتفاصيل أفضل بكثير مما كان ممكناً من المدار في السابق. بالقيام بذلك، فإنّ هذا يسمح بإجراء دراسات أفضل للقنوات والوديان المريخية، والتضاريس البركانية والبحيرات والمحيطات السابقة المحتملة، وحقول الكثبان الرملية مثل حقل هيغال ونيلي باتيرا، وغيرها من الأشكال السطحية الموجودة على سطح المريخ.
يُسمح للعامة بطلب التقاط صورٍ لمواقع محددة باستخدام كاميرا هايرايز. لهذا السبب، وبسبب قدرة العامة غيرالمسبوقة في عرض إلى الصور، فبعد وقت قصير من استلامها ومعالجتها، أُطلق على الكاميرا اسم «كاميرا الشعب.» يمكن عرض الصور عبر الإنترنت أو تنزيلها أو مشاهدتها باستخدام برنامج هايفيو المجاني.

## التصميم
صُممت هايرايز لتكون كاميرا عالية الدقة من البداية. إذ تتألف من مرآة كبيرة، بالإضافة لكاميرا اقتران الشحنة ذات حجمٍ كبير. لهذا السبب، تصل دقتها إلى 1 ميكروراديان، أو 0.3 متر من على ارتفاع 300 كيلومتر. (للمقارنة، تصل دقة صور الأقمار الصناعية الخاصة بغوغل مارس إلى مترٍ واحد.) يمكن لهايرايز التصوير في ثلاث نقاطات ألوان، 400-600 نانومتر (أزرق-أخضر أو بي جي)، و550-850 نانومتر (أحمر) و800- 1000 نانومتر (الأشعة تحت الحمراء القريبة أو أن آي آر). 
تحتوي هايرايز على مرآة رئيسية بقطر 0.5 متر، التي تُعتبر أكبر تلسكوبٍ بصري أُرسل إلى خارج مدار الأرض. تبلغ كتلتة 64.2 كيلوغرام.
يبلغ عرض الصور ذات اللون الأحمر 20048 بكسل (6 كيلومترات من مدارٍ نصف قطره 300 كيلومتر)، بينما يبلغ عرض الصور باللون الأزرق والأخضر والأشعة تحت الحمراء القريبة 4048 بكسل (1.2 كيلومتر). تُجمع هذه الصور بواسطة 14 جهاز اقترانٍ للشحنة، بحجم 2048 × 128 بكسل. يقرأ حاسوب هايرايز على متن المركبة هذه الخطوط في وقتٍ متزامنٍ مع السرعة السطحية للمركبة المدارية، ما يعني أنّ الصور قد لا تكون محدودةً بالارتفاع. هذا الأمر محدود عملياً بسعة ذاكرة الحاسوب البالغة 28 جيجابت (3.5 جيجا بايت). يبلغ الحد الأقصى للحجم الاسمي للصور حمراء اللون (ذات المساحة المضغوطة حتى 8 بت لكل بكسل) حوالي 20000 × 126000 بكسل، أو 2520 ميجابكسل و4000 × 126000 بكسل (504 ميجابكسل) للصور البي جي والـ أن آي آر ذات النطاق الأضيق. تستهلك الصورة الواحدة غير مضغوطة مساحة تخزينٍ تصل إلى 28 جيجابت. ومع ذلك، تُرسل هذه الصور مضغوطةً بمساحة تخزينٍ نموذجيةٍ قصوى تبلغ 11.2 جيجابت. تُنشر هذه الصور لعامة الناس على موقع هايرايز عبر تنسيق جديد يسمى جي بي إي جي 2000.
لتسهيل تصوير مواقع الهبوط المحتملة، يمكن لهايرايز إنتاج أزواج صورٍ ثلاثية الأبعاد يمكن من خلالها قياس التضاريس بدقة 0.25 متر.

## اصطلاحات تسمية الصور
يُتاح للعامة مشاهدة صور هايرايز، لذلك من المفيد معرفة طريقة تسمية هذه الصور. ما يلي هو مُقتبصٌ من الوثائق الرسمية:
1. آي أن تي = الدمج والاختبار
2. سي أيه أل = عمليات الرصد المعيارية
3. كيه أس سي = عمليات رصد مركز كينيدي الفضائي
4. أس في تي = اختبار التحقق التسلسلي
5. أل أيه يو = الإطلاق
6. سي آر يو = عمليات الرصد أثناء الرحلة
7. أيه بي آر = عمليات الرصد أثناء الاقتراب من المريخ
8. أيه إي بي = مرحلة الانكباح الجوي
9. تي آر أيه = المرحلة الانتقالية
10. بي أس بي = المدار العلمي الرئيسي (نوفمبر 2006 – نوفمبر 2008)
11. آر إي أل = مرحلة ترحيل البيانات
12. إي 01 = مرحلة المهمة الممتدة الأولى في حال الحاجة إليها
13. إي أكس أكس = المهمات الممتدة الإضافية في حال الحاجة إليها
14. أوه أوه أوه أوه أوه أوه = رقم مدار أم آر أوه
15. تي تي تي تي = شيفرة الهدف
16. آر إي دي 0 – آر إي دي 9 – مُرشح أجهزة اقتران الشحنة الأحمر
17. بي جي 12 – بي جي 13 – مُرشح اقتران الشحنة الأزرق الأخضر
18. سي = رقم قناة جهاز اقتران الشحنة (0 أو 1)

## معرض صور

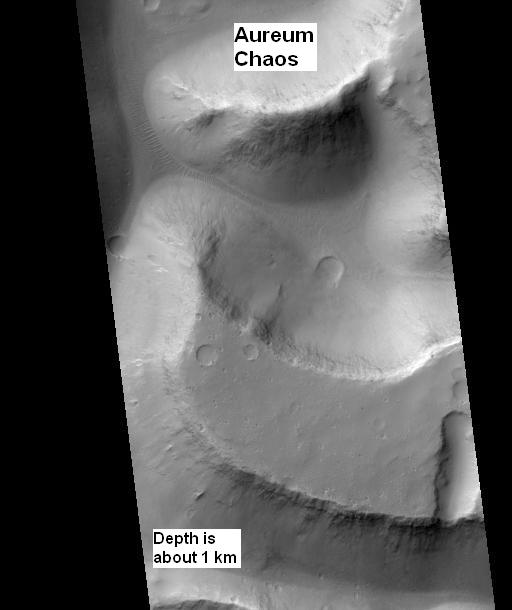
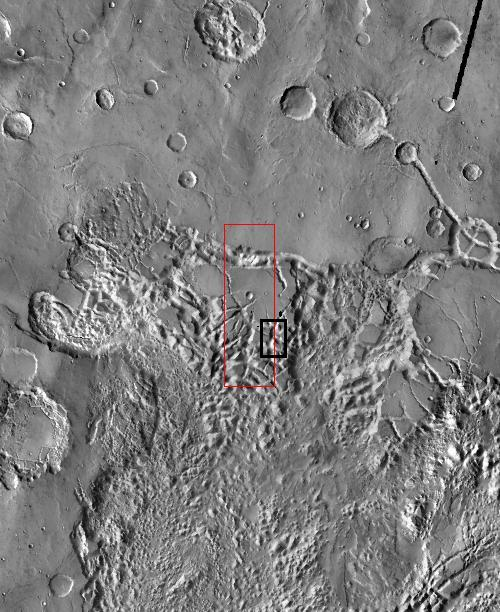
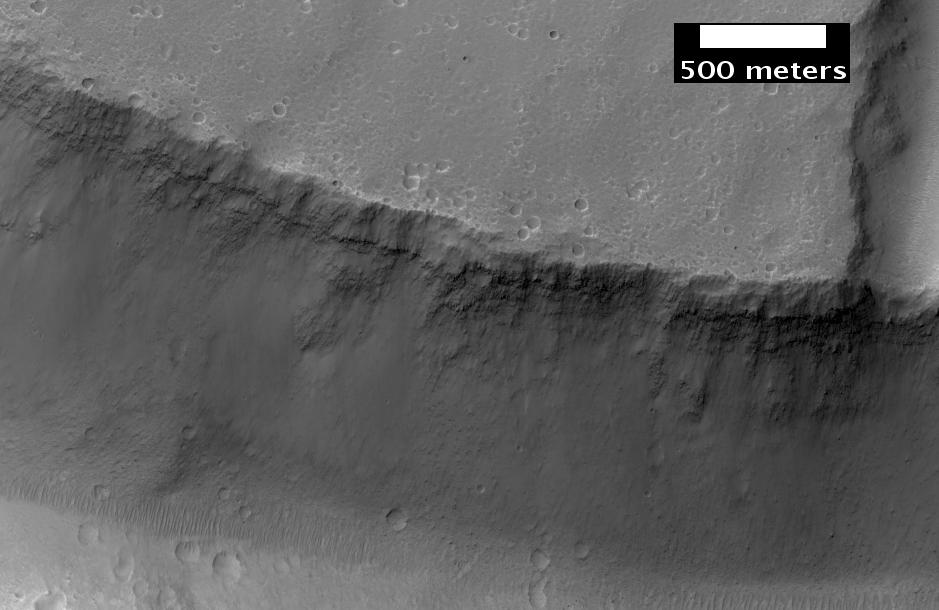